# Retirada rusa de Jersón (2022)
La retirada de las Fuerzas Armadas de Rusia de la ciudad de Jersón y otras áreas en la orilla occidental del río Dniéper tuvo lugar del 9 al 11 de noviembre de 2022. Los medios pro-ucranianos denominan a este evento la liberación de Jersón. Las áreas estaban en el óblast de Jersón y partes meridionales del óblast de Nicolaiev. La retirada y posterior recuperación por parte de las Fuerzas Armadas de Ucrania (FAU) fueron el resultado de la contraofensiva del sur de Ucrania de 2022.

## Antecedentes
Las fuerzas rusas habían ocupado Jersón al principio de su invasión de Ucrania. En septiembre de 2022, Rusia anunció la anexión de los territorios bajo su control en Jersón y Nicolaiev (ambos fronterizos), junto con otros, en un movimiento ampliamente condenado.
El 9 de noviembre, el general de las Fuerzas Armadas de Rusia, Serguéi Surovikin, anunció la retirada de las tropas de Jersón y la orilla norte del Dniéper. Afirmó que el motivo de esta decisión fue que Jersón y los asentamientos cercanos no podían ser abastecidos adecuadamente y que los civiles estaban en peligro por los bombardeos ucranianos.
Paralelamente a este considerable giro en la estrategia del mando ruso, el ejército ruso comienza a construir una extensa y profunda línea defensiva en los territorios ocupados, conocida como «línea Surovikin», que abarcaba cientos de kilómetros y que incluía extensos campos de minas, trincheras, dientes de dragón, zanjas antitanque, etc.

## Retirada

### Avance de las Fuerzas Armadas de Ucrania
El 10 de noviembre, apareció un vídeo que parecía mostrar la bandera ucraniana ondeando en Snijurivka. Las Fuerzas Armadas de Ucrania también habían recuperado el control del pueblo de Kyselivka, quince kilómetros al noroeste de Jersón. El mismo día, el Comandante en Jefe de las Fuerzas Armadas de Ucrania, Valerii Zaluzhnyi, declaró que las fuerzas ucranianas habían recuperado 41 asentamientos cerca de Jersón desde el 1 de octubre.
Los funcionarios ucranianos estimaron que la mitad de los soldados rusos se habían retirado a través del Dniéper en la tarde del 10 de noviembre. En la madrugada del 11 de noviembre, se vio a soldados de infantería rusos cruzando un puente de pontones hacia la costa este. Los blindados y las columnas ucranianas se acercaron a Jersón propiamente dicho mientras pasaban por varios pueblos, aldeas y suburbios, donde fueron recibidos por civiles que vitoreaban y ondeaban banderas.

### Esfuerzos de retirada rusos
Mientras las tropas rusas se retiraban cruzando el río Dniéper, las tropas ucranianas se adentraron más en el óblast de Jersón y sus alrededores. El Ministerio de Defensa de Rusia afirmó el 11 de noviembre a las 5 a. m. hora de Moscú (2 a. m. UTC) que todos los soldados (aproximadamente 30 000) y todo el equipo militar habían cruzado con éxito el río en una retirada ordenada. Varios analistas y expertos consideraron logísticamente imposible realizar a la perfección una maniobra tan grande y compleja en cuestión de tres días. El ministro de Defensa de Ucrania, Oleksii Réznikov, dijo a Reuters: 'No es tan fácil retirar estas tropas de Jersón en uno o dos días. Como mínimo, [tomará] una semana para moverlos a todos (40.000 según su estimación).
En las redes sociales rusas, muchas tropas parecían estar en pánico mientras buscaban escapar, y los blogueros prorrusos se hicieron eco del pánico, lo que sugiere un colapso en la moral y la logística. Muchos informes de periodistas, civiles y autoridades ucranianos, así como soldados rusos individuales, indicaron que la retirada había sido bastante caótica, con muchos militares y pertrechos rusos abandonados en la orilla derecha. Deutsche Welle informó que piezas importantes del equipo, como los sistemas de defensa antiaérea, parecían haber sido transferidas con éxito a la otra orilla, pero esto dejaría a las tropas atrapadas en el lado norte vulnerables a los ataques de artillería y drones ucranianos. Según los informes, grupos de soldados rusos (algunos de ellos heridos) fueron capturados o se entregaron voluntariamente al avance de las fuerzas ucranianas. El funcionario ucraniano Serhiy Khlan declaró que algunos soldados rusos no pudieron salir de Jersón y se vistieron de civil. Un soldado ruso no identificado pareció confirmar que la última orden que recibió su unidad fue «cambiarse de civil y irse a la mierda como se quiera». Según los informes, algunos soldados rusos se ahogaron mientras intentaban cruzar a nado el Dniéper. La inteligencia ucraniana publicó una declaración en ruso en las redes sociales, pidiendo a los soldados rusos restantes que se rindieran. Las imágenes en las redes sociales sugirieron que las tropas ucranianas habían capturado varios tanques, vehículos blindados y cajas de municiones rusos, lo que contradice la declaración del Ministerio de Defensa ruso de que 'no se dejó ni una sola pieza de equipo militar o armamento a la derecha [oeste] banco'.

### Entrada ucraniana a Jersón
Las Fuerzas Armadas de Ucrania (FAU) entraron en la ciudad el 11 de noviembre. Ese mismo día tanto Jersón como el resto de la orilla derecha del óblast de Jersón estaban en manos del gobierno de Kiev. Existían algunos temores de que las fuerzas rusas pudieran haber tendido una trampa, por lo que las FAU avanzaron con cierta cautela, pero finalmente no hubo emboscadas de ningún tipo. Sí que se encontraron con algunas minas y trampas explosivas, cuya desactivación causó varios heridos y un muerto.
Cuando llegaron las tropas ucranianas, multitudes de civiles se reunieron para darles la bienvenida y celebraron la liberación. En la Plaza de la Libertad (en ucraniano: Площа Свободи, romanizado: Plóshcha Svobódy), se vio a civiles cantando «Gloria a las ZSU [iniciales de las Fuerzas Armadas de Ucrania en ucraniano]», abrazando a los soldados, cantando canciones y ondeando banderas ucranianas. Los autos salieron a las calles haciendo sonar sus bocinas, mientras los residentes derribaban los carteles de propaganda prorrusos. De manera similar, en Bilozerka, una ciudad en el borde occidental de la ciudad de Jersón, los residentes derribaron vallas publicitarias con una niña que sostenía una bandera rusa, que decía: «Rusia está aquí para siempre». Se vio a los residentes de Jersón bailando en la oscuridad alrededor de una hoguera cantando «Chervona Kalyna», una canción patriótica ucraniana que había sido prohibida por las autoridades de ocupación rusas durante nueve meses.
La retirada rusa de Jersón fue inmediatamente utilizada para fines propagandísticos. El presidente ucraniano Volodímir Zelenski visitó Jersón el día 14 de noviembre durante 30 minutos y dio un discurso en el que acusó a Rusia de haber cometido allí múltiples crímenes de guerra. El jefe de la diplomacia europea, Josep Borrell, afirmó que la retirada rusa de Jersón era un "punto de inflexión" en la guerra.

## Secuelas
Al retirarse, las fuerzas rusas cedieron el control de alrededor del 40% del óblast de Jersón a Ucrania. La pérdida de Jersón ha sido ampliamente considerada como un golpe significativo para Vladímir Putin, quien el 30 de septiembre dijo que Jersón sería «parte de Rusia para siempre». El 12 de noviembre, las fuerzas de ocupación rusa declararon Geníchesk, una ciudad portuaria en el mar de Azov, como la «capital administrativa temporal de la región de Jersón».
Las imágenes de satélite de Maxar Technologies mostraron que se habían producido daños importantes en la infraestructura durante la retirada de Jersón, incluida la destrucción de al menos siete puentes, cuatro de ellos sobre el río Dnipro, en 24 horas. Se destruyeron dos tramos del puente de la carretera Antonivka; según un reportero del periódico prorruso Komsomolskaya Pravda en el lugar, «probablemente volaron por los aires durante la retirada del grupo de fuerzas ruso de la orilla derecha hacia la izquierda». Aguas arriba, la represa de Kajovka también resultó dañada; a partir del 11 de noviembre por la tarde, las fuerzas ucranianas todavía no tenían el control de la represa, aunque habían retomado la aldea de Tyahynka a 20 kilómetros al oeste de ella.
Gran parte de las redes de suministro de electricidad, Internet y agua de la ciudad de Jersón se habían averiado cuando Ucrania restableció el control. El presidente Zelenski dijo el 12 de noviembre: «Antes de huir de Jersón, los ocupantes destruyeron toda la infraestructura crítica: comunicaciones, agua, calefacción, electricidad». Los ciudadanos dieron la bienvenida a las fuerzas ucranianas como libertadoras, mientras que otros estaban preocupados por el tiempo que se avecinaba. Un residente de Jersón dijo: 'Quiero celebrar, pero algo me dice que aún no ha terminado. Los rusos no pueden darse por vencidos tan fácilmente, no después de todo lo que ha pasado. Tengo miedo por el invierno y me preocupa que la ciudad se convierta en un campo de batalla. Estaremos en la línea de fuego”. El gobernador del óblast de Nicolaiev, Vitalii Kim, advirtió que todavía había “muchas minas en los territorios y asentamientos liberados. No vayas allí sin ninguna razón. Hay víctimas'. Yaroslav Yanushevich, presidente militar de la provincia de Jersón, declaró que se hicieron esfuerzos para devolver la ciudad a la 'vida normal', y la policía instó a los desplazados internos a 'no apresurarse a regresar a casa hasta que se completen las medidas de estabilización, como las operaciones de desminado'. Los analistas militares declararon que existía el peligro de que la artillería rusa bombardeara Jersón desde el banco oriental del Dniéper.

## Reacciones
- Rusia: El Gobierno de la Federación Rusa reiteró que el óblast de Jersón, bajo su dominio, era un sujeto federal de Rusia.[5][26]
- Estados Unidos: El presidente de los Estados Unidos, Joe Biden, dijo que la decisión de retirarse muestra que el ejército de Rusia tiene «problemas reales».[27]
- Turquía: El presidente de Turquía, Recep Tayyip Erdoğan, dijo que la retirada rusa de Jersón era «positiva e importante» y que continuaría la diplomacia con Rusia.[28]
- OTAN: El secretario general de la OTAN, Jens Stoltenberg, reiteró su apoyo a Ucrania y que si Rusia se retirara, sería «otra victoria para Ucrania».[29]